# 川崎城 (陸奥国)
川崎城（かわさきじょう）は、宮城県柴田郡川崎町にあった日本の城。伊達氏の要塞の一つであった。現在、城跡は遊具などが有り、切岸程度しか遺構は見当たらない。

## 経歴
慶長9年（1604年）に完成した。臥牛城のひとつである、慶長年間1596年頃から1615年くらいにかけて、伊達氏の家臣で伊達一族となった砂金実常による築城で、先端部に本丸、その東側の丘陵部に二の丸を配し、二の丸と丘陵部との間には土塁と掘り切りを設けた。  
伊達氏の21要塞の一つである、他の伊達氏の城と同じように元和の一国一城令により、川崎城から名前を川崎要塞として存続した。現在は公園となっており公園化により改変があり、切岸以外、僅かな土塁の痕跡以外に、これという遺構は見られない。かつての二ノ丸には川崎町立川崎小学校が隣接する。頂上から麓まで大きなローラースライダーがある。